# Înscenarea (film din 1997)
Înscenarea (în engleză Wag the Dog) este o comedie neagră americană, o satiră politică din anul 1997, produsă și regizată de Barry Levinson, cu Dustin Hoffman și Robert De Niro în rolurile principale. În centrul acțiunii filmului se află un consilier de propagandă și un producător de la Hollywood care inventează un război în Albania pentru a distrage atenția publicului alegător de la un scandal sexual prezidențial. Scenariul lui Hilary Henkin și David Mamet a fost adaptat după romanul lui Larry Beinhart din 1993, „American Hero” (Erou american).

## Titlul
Titlul original al filmului provine din expresia idiomatică în limba engleză „the tail wagging the dog”, la care se face referire la începutul filmului:
„De ce dă câinele din coadă?
Pentru că un câine este mai inteligent decât coada lui.
Dacă coada ar fi mai deșteaptă, ar da ea din câine.”
„Wag the dog” este, ca termen politic, actul de a crea o diversiune de la o problemă dăunătoare, de obicei prin forță militară. Aceasta provine din utilizarea generică a termenului care înseamnă că o entitate mică și aparent neimportantă (coada) controlează una mai mare, mai importantă (corpul câinelui). Este folosit de obicei de un politician atunci când se află într-un scandal, în speranța că oamenii uită de scandal și se concentrează pe o problemă mai importantă.

## Prezentare
Președintele american este surprins făcând avansuri unei minore în interiorul Biroului Oval, cu mai puțin de două săptămâni înainte de alegeri. Conrad Brean, un important consilier de propagandă, este chemat de consiliera prezidențială Winifred Ames să devieze atenția publicului de la scandal. El decide să creeze un război imaginar în Albania, sperând că mass-media își va muta atenția spre acest eveniment. Brean ia legătura cu producătorul de la Hollywood Stanley Motss pentru a crea războiul, completat cu o melodie tematică și imagini false ale unui orfan ca să trezească simpatia. Farsa este inițial un succes, președintele câștigând rapid o mai bună pozițe în sondaje.
Când CIA află de complot, îl trimite pe agentul Young să-l confrunte pe Brean cu privire la farsă. Brean îl convinge pe Young că dezvăluirea înșelăciunii este împotriva intereselor sale și ale CIA. Dar când CIA - în colaborare cu candidatul rival al președintelui - raportează că războiul s-a încheiat, presa începe să se concentreze din nou asupra scandalului de abuz sexual al președintelui. Pentru a contracara acest lucru, Motss inventează un erou care a fost lăsat în spatele liniilor inamice în Albania. Inspirați de ideea că acesta „a fost aruncat la gunoi ca un pantof vechi”, Brean și Motss cer Pentagonului să le pună la dispoziție un soldat din forțele speciale, cu un nume potrivit (este identificat un sergent pe nume „Schumann”), în jurul căruia să poată fi construită povestea unui prizonier de război. Ca parte a farsei, popularul cântăreț Johnny Dean (interpretat de Willie Nelson) înregistrează o melodie numită „Old Shoe” (Pantoful vechi), care apare pe un disc de 78 de turații/minut, făcut să arate vechi, astfel încât ascultătorii să creadă că a fost înregistrată cu ani în urmă și care este trimis la Biblioteca Congresului ca să fie „găsit întâmplător”. Curând, un număr mare de perechi vechi de pantofi au început să apară atârnate pe liniile telefonice și electrice, așa începând o mișcare de sprijin.
Când echipa merge să-l recupereze pe Schumann, ei descoperă că acesta este de fapt un individ total dezaxat, condamnat din armată. La întoarcere, avionul lor se prăbușește în drum spre Baza Aeriană Andrews. Echipa supraviețuiește și este salvată de un fermier, un imigrant ilegal căruia i se acordă rapid cetățenia pentru a face povestea mai bună. Cu toate acestea, Schumann este ucis după ce încearcă să violeze pe fiica proprietarului unei benzinării. Profitând de ocazie, Motss organizează o înmormântare militară pompoasă pentru Schumann, susținând că a acesta murit din cauza rănilor suferite în cursul operațiunii de salvare.
În timp ce urmărește un talk-show politic, Motss devine frustrat de faptul că mass-media atribuie creșterea popularității în sondaje a președintelui mai degrabă lozincii neinteresante din campania electorală „Nu schimba caii în mijlocul râului”, decât eforturilor sale. Motss afirmă că dorește să își asume creditul și își va dezvălui implicarea, în ciuda faptului că Brean îi oferă o poziție de ambasador și îl avertizează serios că „se joacă cu viața sa”. După ce Motss refuză să se răzgândească, Brean ordonă, fără tragere de inimă, personalului său de securitate să-l omoare. Un buletin de știri relatează că Motss a murit acasă în urma unui atac de cord, că președintele a fost reales cu succes și că o organizație teroristă albaneză și-a revendicat responsabilitatea pentru un recent atentat cu bombe.

## Distribuție
- Robert De Niro - Conrad Brean
- Dustin Hoffman - Stanley Motss
- Anne Heche - Winifred Ames
- Denis Leary - 'Fad King'
- Willie Nelson - Johnny Dean
- Andrea Martin - Liz Butsky
- Kirsten Dunst - Tracy Lime
- William H. Macy - CIA Agent Charles Young
- Woody Harrelson - Sergeant William Schumann
- Craig T. Nelson - Senator Neal
- George Gaynes - Senator Cole
- John Michael Higgins - John Levy
- Sean Masterson - Bob Richardson
- Suzie Plakson - Grace
- Suzanne Cryer - Amy Cain
- James Belushi - Rolul său
- Shirley Prestia - Rolul său
- Roebuck "Pops" Staples - Rolul său
- Merle Haggard -  Rolul său

## Muzica
Filmul include mai multe melodii create pentru campania fictivă dusă de protagoniști, aceste cântece incluzând „Good Old Shoe”, „The American Dream” și „The Men of the 303”. Cu toate acestea, niciuna dintre aceste piese nu a ajuns pe CD-ul cu coloana sonoră a filmului. CD-ul conținea doar piesa de titlu (compusă și interpretată de chitaristul/vocalistul britanic Mark Knopfler) și șapte dintre piesele instrumentale ale lui Knopfler.
Cântecele așa cum sunt enumerate în creditele filmului:
```
„Thank Heaven for Little Girls”: compus de Lerner și Lowe, interpretat de 
Maurice Chevalier

„I Guard the Canadian Border”: compus de Tom Bähler și 
Willie Nelson
, interpretat de Willie Nelson
„The American Dream”: compus de Bähler, interpretat de Bähler
„Good Old Shoe”: compus de 
Edgar Winter
, interpretat de Willie Nelson și Pops Staples
„Classical Allegro”: compus de Marc Ferrari și Nancy Hieronymous
„Courage Mom”: compus de Merle Haggard și interpretat de Merle Haggard and the Strangers
„Barracuda”: compus de 
Heart
, referit de 
Woody Harrelson
 ca personaj
„I Love the Nightlife”: compus de Alicia Bridges și Susan Hutcheson
„God Bless the Men of the 303”: compus de Huey Lewis, interpretat de Lewis, Scott Mathews și Johnny Colla
„Wag the Dog”: compus și interpretat de Mark Knopfler
```

## Reacții ulterioare
Filmul Wag the Dog a fost lansat cu o lună înainte de izbucnirea scandalului Clinton-Lewinsky și de bombardarea ulterioară a fabricii farmaceutice Al-Shifa din Sudan de către administrația Clinton în august 1998, ceea ce a determinat mass-media să facă comparații între film și realitate. Comparația a fost făcută și în decembrie 1998, când administrația a inițiat o campanie de bombardare a Irakului în timpul procesului de destituire a lui Clinton din cauza scandalului Clinton-Lewinsky. Această comparație s-a făcut din nou în primăvara anului 1999, când administrația a intervenit în războiul din Kosovo și a inițiat o campanie de bombardare împotriva Iugoslaviei, care, întâmplător, se învecina cu Albania și conținea etnici albanezi. Filmul a încasat 64,3 milioane de dolari cu un buget de 15 milioane de dolari și a fost bine primit de critici, care au lăudat regia, interpretarea, temele abordate precum și umorul. 
Dustin Hoffman a fost nominalizat la Oscar pentru cel mai bun actor, iar scenariștii David Mamet și Hilary Henkin au fost ambii nominalizați pentru cel mai bun scenariu adaptat.